# 鹿港鎮

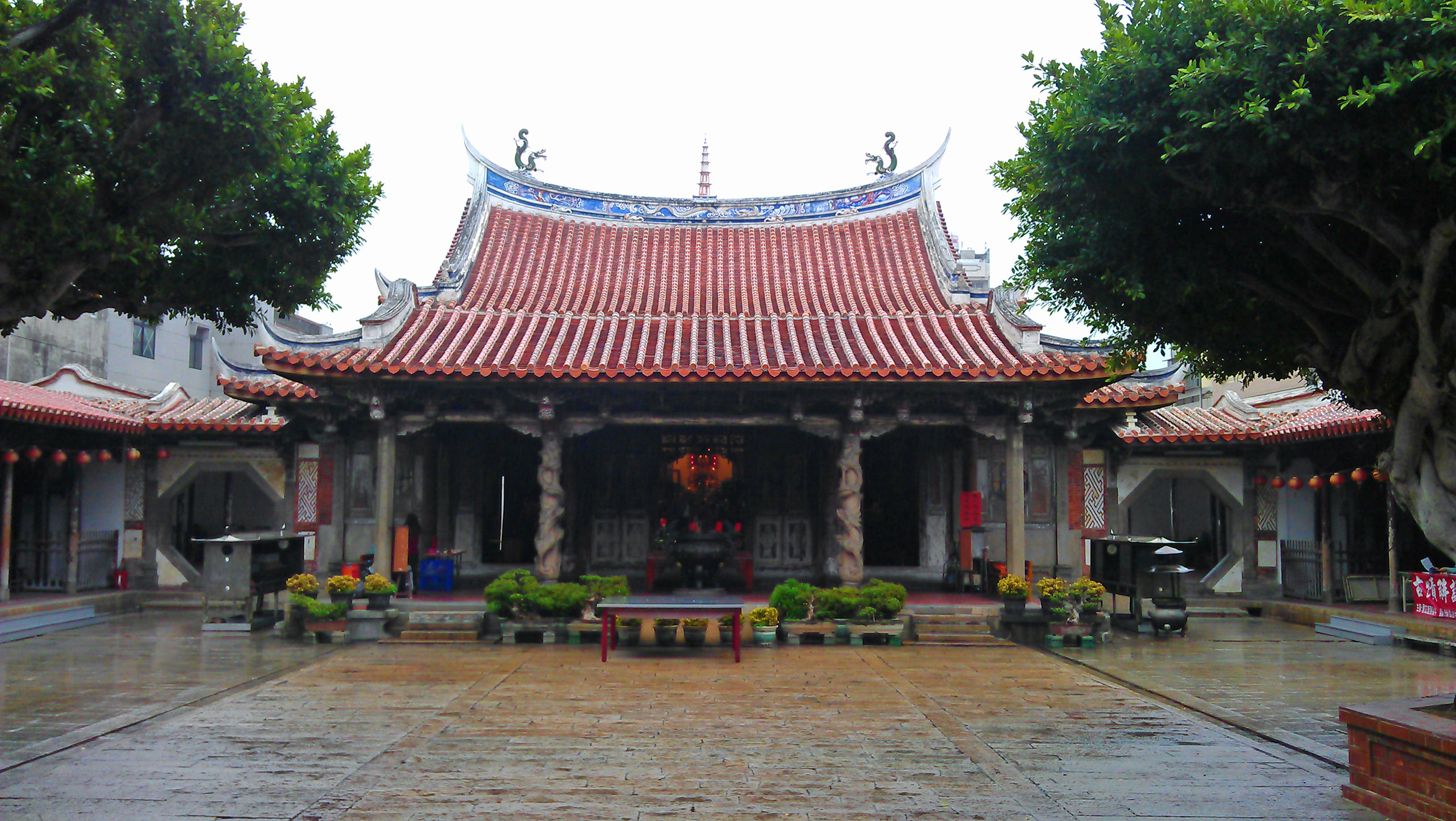
鹿港龍山寺

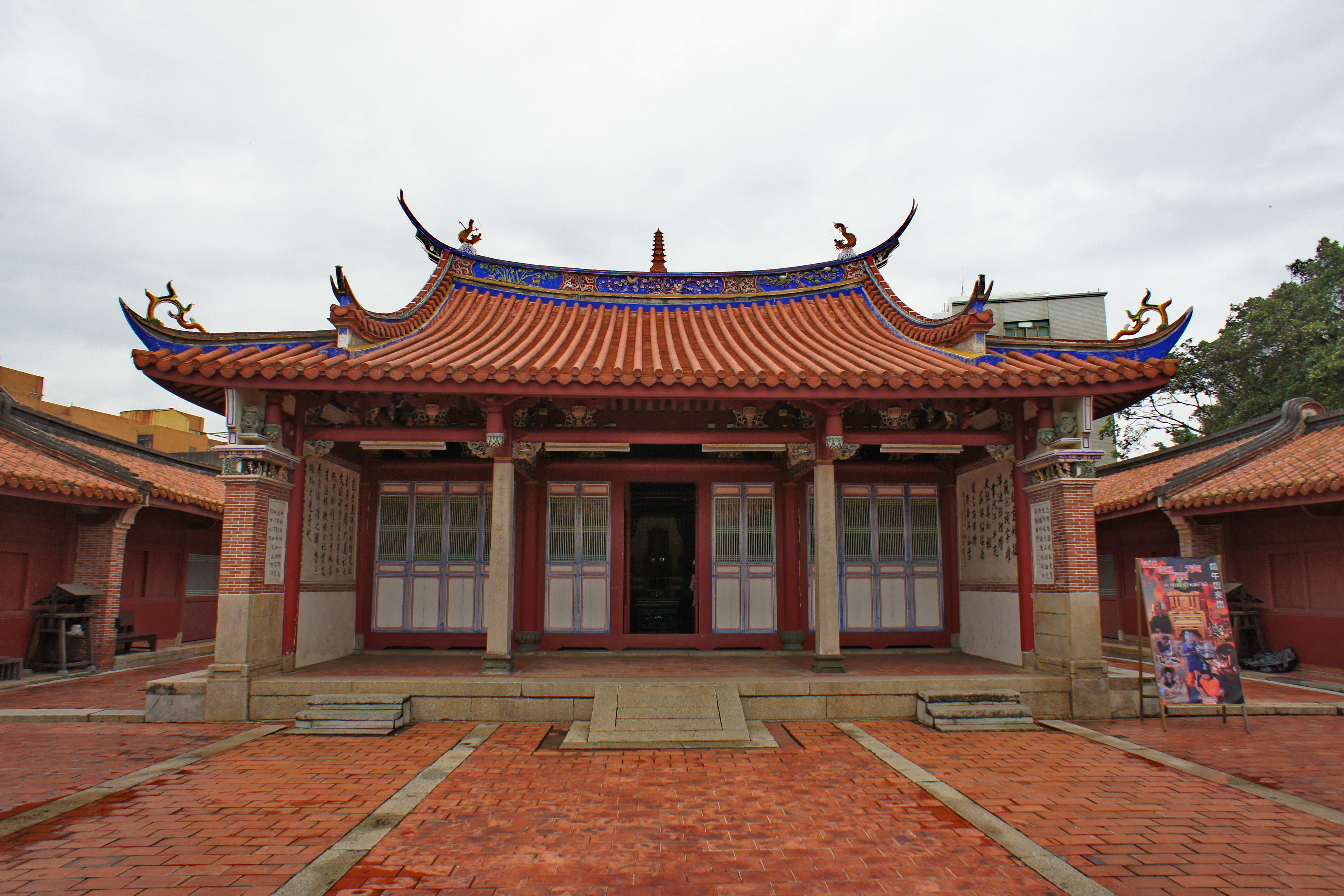
鹿港文武廟の文祠

鹿港鎮（ルーガン/ろっこう-ちん）は台湾彰化県の鎮。

## 地理
鹿港鎮は彰化平原北西部の鹿港渓北岸に位置している。西側は台湾海峡に面し、東は秀水郷と、南は鹿港渓を隔てて福興郷と、北は番雅溝を隔てて線西郷及び和美鎮と接している。

## 歴史
鹿港は台湾西岸の中間に位置し、清朝統治時代には天然の良港として商業の中心地として発展した。鹿港一体は台湾原住民平埔族パゼッヘ族の居住地であり、Rokau-anが台湾語音で宛てられて鹿仔港のちに鹿港となったといわれている。ただ語源については次の説もある。
1. 台湾の中部に鹿が多く生息しており、その鹿が海辺に集まっていたことから鹿仔港、後に鹿港と簡称された。
2. 地形が鹿の形に似ていたことから鹿仔港と称されるようになった
3. 昔は米穀の集散地として栄えており、米穀を保存しておく倉庫を鹿と呼んだことから鹿仔港となった。これは現在の美市街をかつて米市街と称していたことも傍証と言える。

オランダ統治時代、鄭氏政権から清初にかけては馬芝遴社と称されており、鹿港の名が文献上に現れるのは1784年である。この年鹿港と福建省泉州の間で航路が開かれ鹿港の黄金時代が始まった。1785年から1845年にかけてが鹿港の全盛期であり、人口は約10万と当時の台湾において第二の都市となっていた。台湾語で「一府（台湾府城が置かれた台南）、二鹿（鹿港）、三艋舺（今の台北市萬華）」と並び称せられた。また、19世紀末期には鹿港が台湾南北の境界と見做されたことから、今でも台湾語で中南部を「下港=Ē-káng」（鹿港より下方＝南方）、北部を「頂港=Téng-káng」（鹿港より上方＝北方）と呼ぶ。
当時の鹿港は八大商業組織が存在し、鹿港八郊と称されていた。それが泉郊金長順、廈郊金振順、南郊金進益、竹敢（発音はtek-kam，雑貨の意味）郊金長興、油郊金洪福、糖郊金永興、布郊金振万、染郊金合順である。
しかし時代が経つにつれ、港湾に河川の堆積物が堆積し、また日本統治時代に彰化平原の物産の輸送に主眼を置いたため縦貫線は彰化駅、員林駅を経由することとなり、鉄道輸送網から外れた鹿港の経済的繁栄は終止符を打つこととなった。

## 行政区
| 里 |
| --- |
| 草中里、順興里、頭崙里、長興里、郭厝里、新宮里、大有里、洋厝里、頂厝里、溝墘里、中興里、泰興里、頂番里、廖厝里、山崙里、洛津里、景福里、興化里、永安里、海埔里、菜園里、頭南里、玉順里、街尾里、龍山里、東石里、詔安里、埔崙里、東崎里 |

## 教育

### 高級中学(高校)
- 国立鹿港高級中学

### 国民中学(中学校)
- 彰化県立鹿港国民中学
- 彰化県立鹿鳴国民中学

### 国民小学(小学校)
| - 彰化県立鹿港国民小学 - 彰化県立文開国民小学 - 彰化県立洛津国民小学 | - 彰化県立新興国民小学 - 彰化県立海埔国民小学 - 彰化県立草港国民小学 | - 彰化県立頂番国民小学 - 彰化県立東興国民小学 - 彰化県立鹿東国民小学 |

## 交通

### 道路
- 国道1号（中山高）
- 彰化交流道（198）
- 台61線：西濱快速公路
- 台17線：濱海公路
- 県道135号　（鹿港端，鹿和路）：和美鎮 － 鹿港鎮 － 福興郷
- 県道139甲（草港端，彰草路）：線西郷 － 鹿港鎮
- 県道142号　（鹿港端，彰鹿路）：鹿港鎮 － 福興郷

### バス
もっとも一般的なルートとして、彰化－鹿港間のバスが利用されている。また、台中－鹿港間のバスもある。

### 鉄道
かつて、糖業鉄道が敷かれて、旅客輸送も行っていたが、1970年代に廃止されている。明治製糖の旧鹿港駅は食堂に貸されて使用されており、ジーゼル機関車、客車、貨車も置かれている。
- 新高製糖株式会社（鹿港－彰化）
- 明治製糖株式会社（鹿港－渓湖、員林）

## 歴代鎮長
| 代     | 氏名   | 着任日         | 退任日         |
| ------ | ------ | -------------- | -------------- |
| 第1代  | 陳培煦 | 1949年4月      | 1953年12月     |
| 第2代  | 陳培煦 | 1953年12月     | 1956年6月30日  |
| 第3代  | 侯明輝 | 1956年7月1日   | 1960年         |
| 第4代  | 許嘉興 | 1960年         | 1964年2月28日  |
| 第5代  | 許嘉興 | 1964年3月1日   | 1968年2月28日  |
| 第6代  | 施恵洲 | 1968年3月1日   | 1973年3月31日  |
| 第7代  | 郭柳   | 1973年4月1日   | 1977年12月31日 |
| 第8代  | 郭柳   | 1978年1月1日   | 1982年2月28日  |
| 第9代  | 楊慶財 | 1982年3月1日   | 1986年2月28日  |
| 第10代 | 王福入 | 1986年3月1日   | 1993年8月19日  |
| 代理   | 詹益林 | 1993年8月19日  | 1994年2月28日  |
| 第12代 | 李棟樑 | 1994年3月1日   | 1998年2月28日  |
| 第13代 | 李棟樑 | 1998年3月1日   | 2002年2月28日  |
| 第14代 | 黄正隆 | 2002年3月1日   | 2006年2月28日  |
| 第15代 | 王惠美 | 2006年3月1日   | 2010年3月1日   |
| 第16代 | 王惠美 | 2010年3月1日   | 2012年1月31日  |
| 代理   | 陳淑雀 | 2012年2月2日   | 2012年5月8日   |
| 補選   | 黃振彥 | 2012年5月9日   | 2014年12月25日 |
| 第17代 | 黃振彥 | 2014年12月25日 | 2018年12月24日 |
| 第18代 | 許志宏 | 2018年12月25日 | 現職           |

## 観光
- 鹿港老街（鹿港古蹟保存区）、半辺井
- 鹿港龍山寺（中国語版）：金門街81号
- 鹿港天后宮（中国語版）：中山路430号

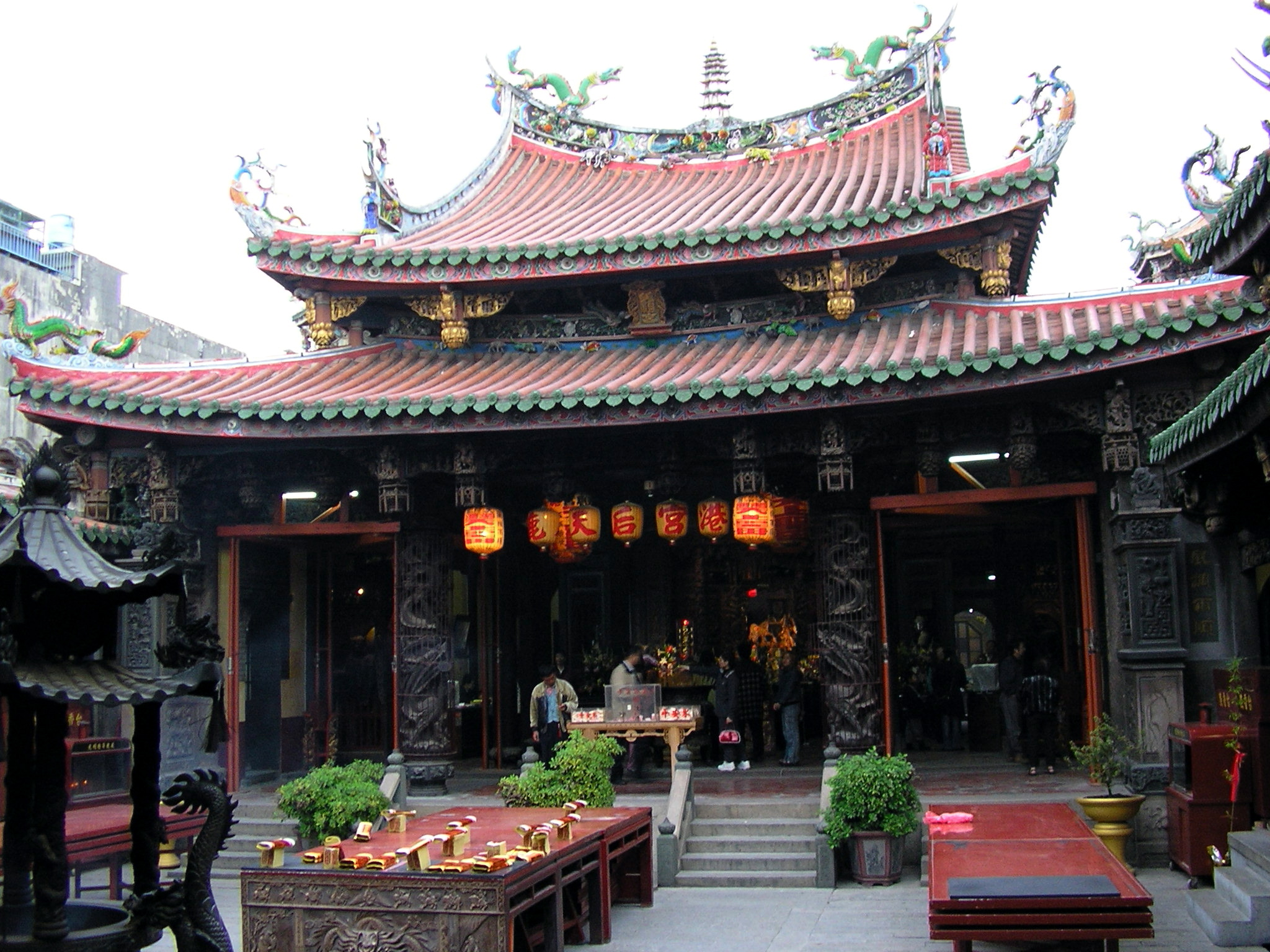
鹿港天后宮

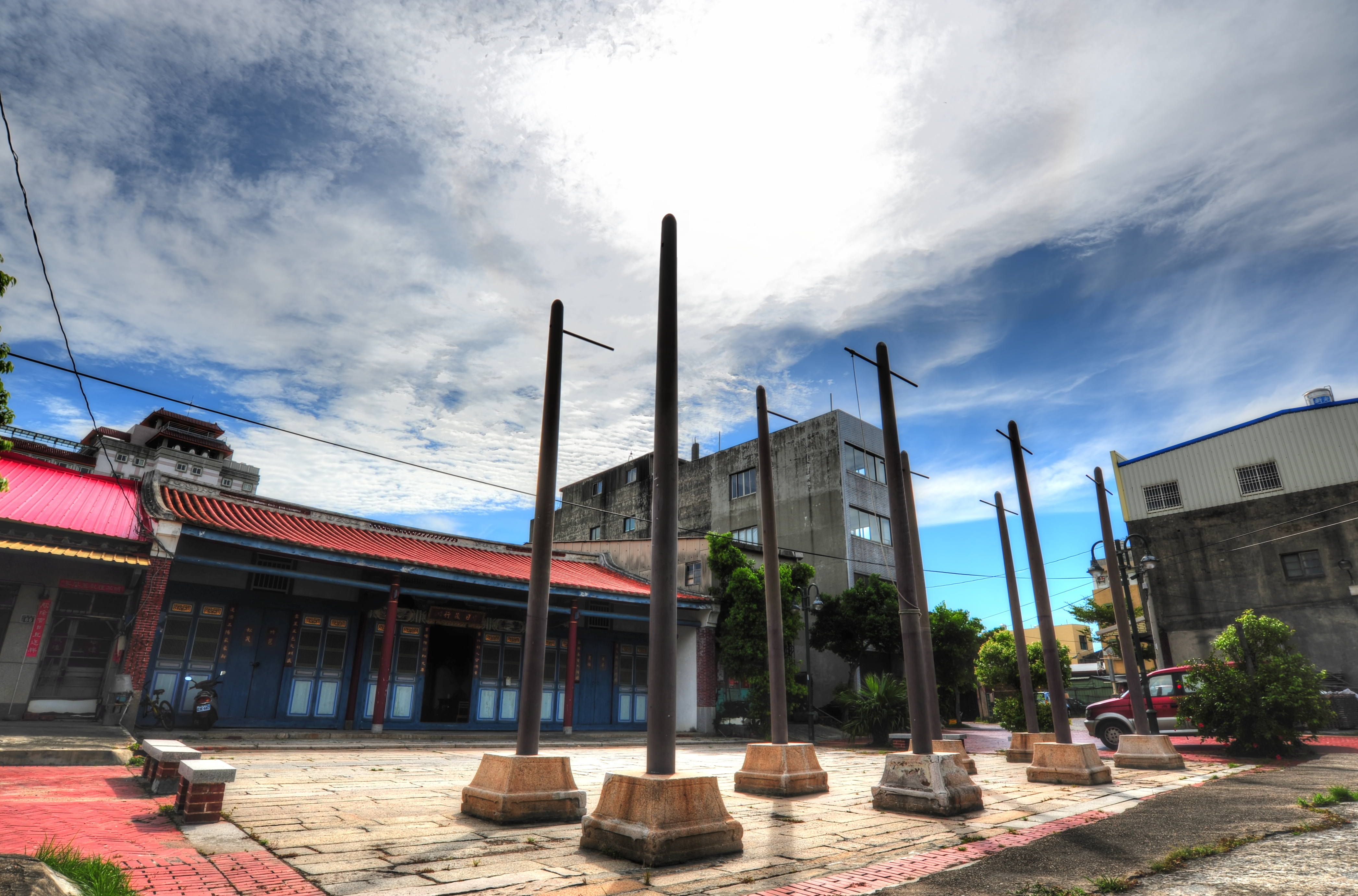
鹿港日茂行

- 台湾玻璃館：鹿工南四路30号(彰濱工業区鹿港区)
- 媽祖文物館：中山路475号
- 鹿港民俗文物館（中国語版）：中山路152号
- 鹿港城隍廟（中国語版）：中山路366号
- 鹿港興安宮（中国語版）：中山路89号
- 鹿港文武廟（中国語版）：青雲路2号
- 鹿港地藏王廟（中国語版）：力行街2号
- 鹿港三山国王廟（中国語版）：中山路276号
- 鹿港隘門（中国語版）：後車巷47号
- 鹿港南靖宮（中国語版）：埔頭街74号
- 鹿港日茂行（中国語版）：泉州二街65号
- 鹿港金門館（中国語版）：金門街54号
- 鹿港公会堂（中国語版）：埔頭街72号
- 楊橋公園（中国語版）
- 摸乳巷
- 九曲巷
- 鹿港街長宿舎（中国語版）

文化の研究

## 名物料理、菓子
- アナジャコの唐揚げ（蝦猴酥へーカウソー）
- カキの包み揚げ（蚵仔酥オアソー）
- エビ団子（蝦丸へーオワン）
- 牛舌餅
- 塩蒸しパン